# Ґолотчизна
Ґолотчизна (пол. Gołotczyzna) — село в Польщі, у гміні Сонськ Цехановського повіту Мазовецького воєводства.
Населення — 801 особа (2011).
У 1975-1998 роках село належало до Цехановського воєводства.

## Демографія
Демографічна структура станом на 31 березня 2011 року:
|          | Загалом | Допрацездатний вік | Працездатний вік | Постпрацездатний вік |
| -------- | ------- | ------------------ | ---------------- | -------------------- |
| Чоловіки | 444     | 139                | 268              | 37                   |
| Жінки    | 357     | 69                 | 213              | 75                   |
| Разом    | 801     | 208                | 481              | 112                  |